# Регіональний парк Лабанорас
Регіональний парк Лабанорас, заснований у 1992 році, розташований в 80 кілометрах на північний схід від столиці Литви Вільнюсу. Це найбільший регіональний парк країни, який охоплює 553 гектар.

## Опис
В парку близько 70 озер, площею 260 км², вони становлять 41 % від загальної площі. На 30 км² знаходяться верхові болота та інші водно-болотні угіддя. Через парк протікають 30 потоків і 3 річки. Ліси (переважно сосни) складають 80 % (400 км²) від загальної площі.
У парку мешкають 54 види ссавців, 172 види птахів, 5 рептилій і 11 видів земноводних. Нерестовий лосось у невеликих річках, які через теплі джерела води не повністю заморожені взимку, є природним багатством парку.
Ссавці представлені бобрам, видрою і лосями. Серед гніздових птахів (по парам): 5 гагар чорношиїх, 10 побережників чорногрудих, 15 скопів, 5-7 бугаїв, 50 журавлів, 1-2 чорних лелек, 20 звичайних рибалочкових, 10 погоничів і 100 чорних тетеруків. Парк є домом для найщільнішої популяції білого лелеки в Європі..
Видовий різновид рослин у регіональному парку Лабанорас дуже високий. Ботаніки налічували 120 різних кущів болотної верби, 300 квіткових стебел болотного тирличу, 80 тисяч звичайних зозулек плямистих, 2300 водяних лобелій і 200 водяних лілій.
Парк містить близько 70 озер; близько 80 % землі зайнято лісом. У нього високе рослинне біорізноманіття, В ньому також є області з археологічними, архітектурними, етнографічними та історичними цінностями.